# 阿尼夫
阿尼夫是奥地利萨尔茨堡州萨尔茨堡城郊县的一个市镇。总面积7.61平方公里，总人口4081人，人口密度536.3人/平方公里（2005年）。